# 葡萄胎
葡萄胎也称水泡状胎、水泡状胎块（Hydatidiform Mole） 是一种异常的人类妊娠，係由著床但未成功發育的受精卵所造成。因其特征为胎盘绒毛间质水肿，形成透明或半透明的薄壁水泡，形似葡萄，故名。
分为完全性和不完全性两种。完全性葡萄胎即指所有绒毛均呈葡萄状，否则即为不完全性或部分性葡萄胎。以完全性葡萄胎最为常见。临床诊断葡萄胎皆系指完全性葡萄胎而言。